# Szkoła monachijska

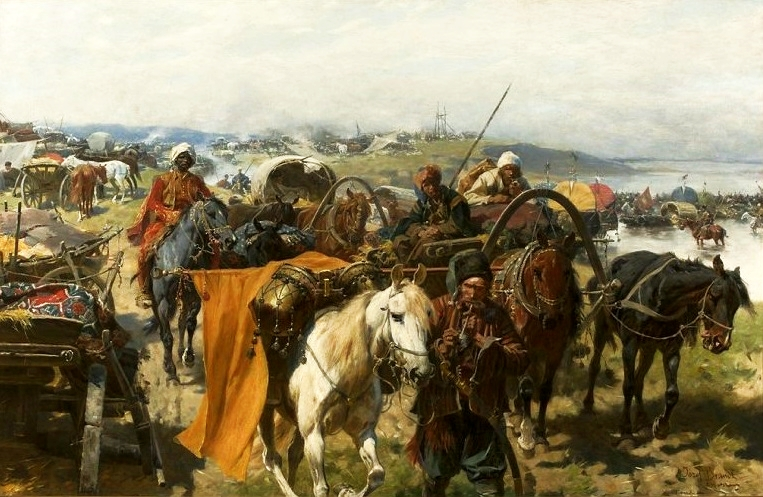
Józef Brandt, Obóz Zaporożców, ok. 1880

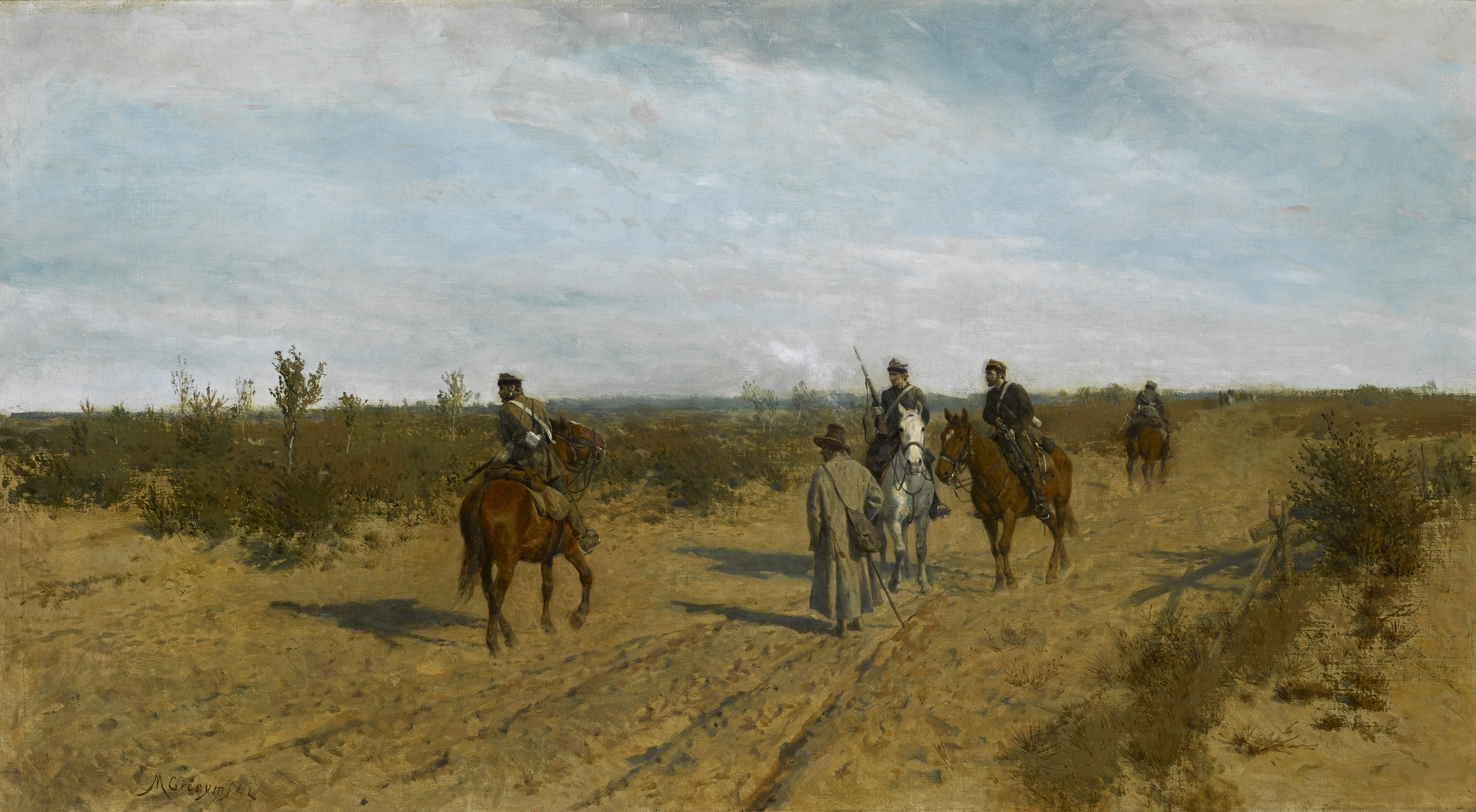
Maksymilian Gierymski, Patrol powstańczy, 1872

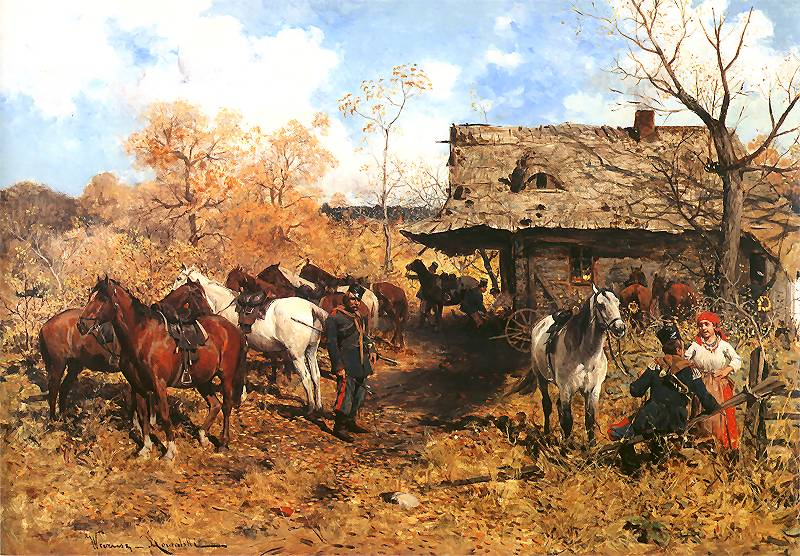
Alfred Wierusz-Kowalski, Postój ułanów, 1877

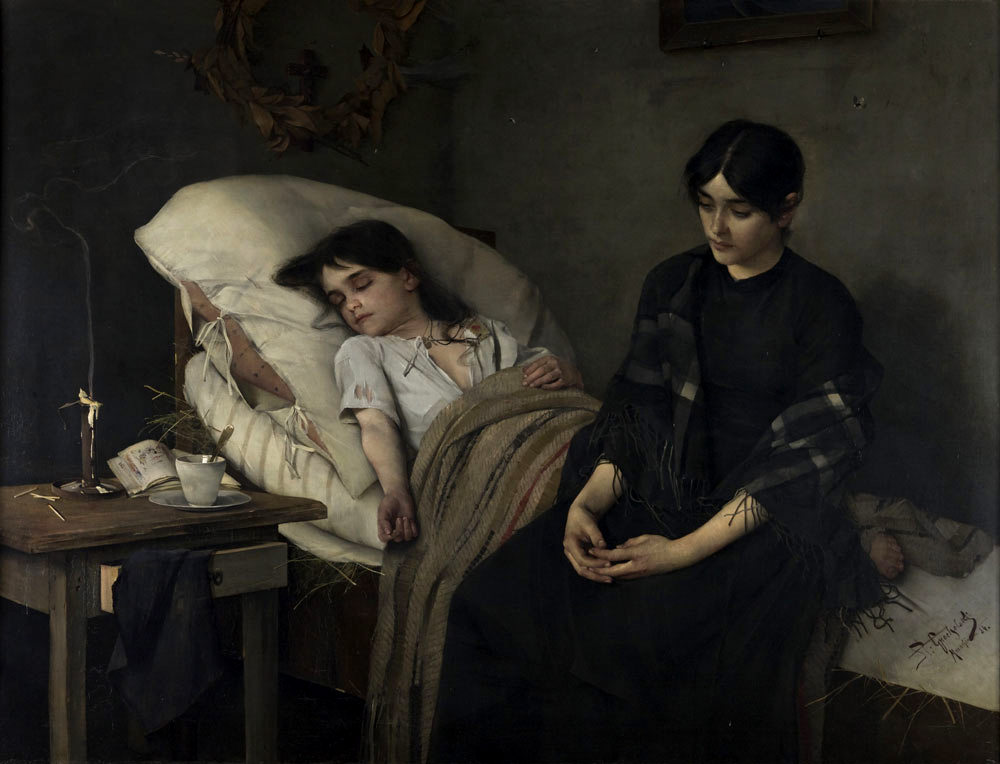
Stanisław Grocholski, Śmierć sieroty, 1879

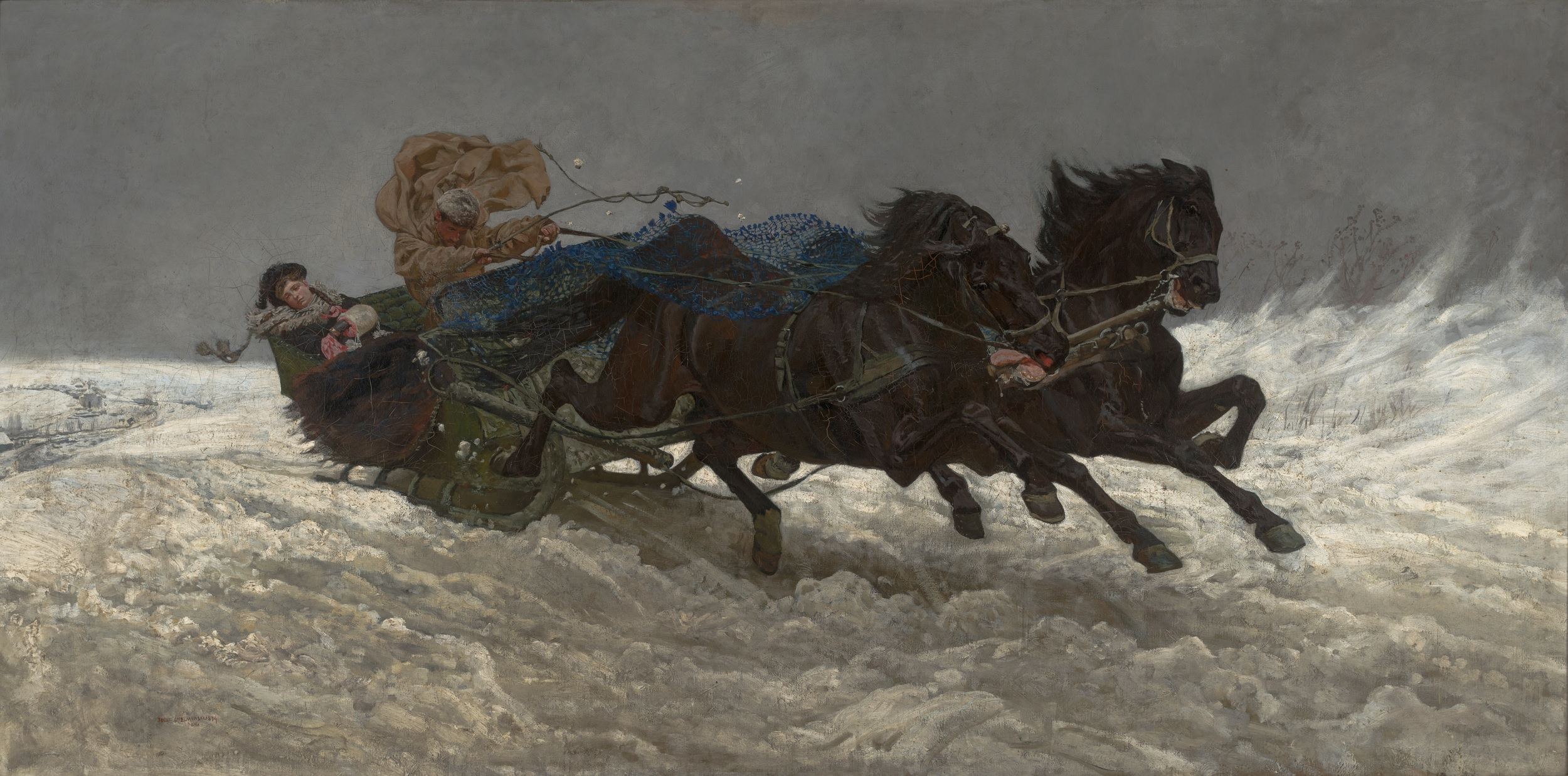
Józef Chełmoński, Powrót z balu, 1879

Szkoła monachijska, monachijczycy – grupa polskich malarzy działających od połowy XIX w. do 1914 w Monachium; określenie nieprecyzyjne, lecz przyjęte w literaturze przedmiotu.

## Tematyka
Monachijczycy nie tworzyli określonej grupy artystycznej czy szkoły. Przybywali do Monachium na dłuższe lub krótsze studia. Niektórzy, zdobywając uznanie, osiedlali się na długie lata, inni odwiedzali miasto tylko w związku z wystawami. Od obcych artystów odróżniała ich przede wszystkim programowo odrębna tematyka, ściśle związana z Polską.
Sięgano do poezji narodowej i wydarzeń historycznych, polskiej scenerii, kostiumów itp. Początkowo szczególnie silny był nurt romantyczny, wyrażający się w tematyce historycznej i batalistycznej. W późniejszych latach dominowali realiści, których domeną były sceny rodzajowe i pejzaż. Cechowały je daleko posunięty realizm, nastrojowość („Stimmung”) oraz stonowany koloryt, z przewagą brązów i szarości („sosy monachijskie”). Obrazy artystów polskich z kręgu akademii monachijskiej były wysoko cenione przez znawców i chętnie kupowane. Szczególnym powodzeniem cieszyły się „polskie pejzaże” („polnische Landschaften”).

## Polscy przedstawiciele
Pierwszym Polakiem studiującym w Monachium był rzeźbiarz Karol Ceptowski (1828) z Poznania. Przyszli artyści szczególnie często wybierali Monachium na przełomie lat 60. i 70. XIX w. Studiowali w Königliche Akademie der Bildenden Künste oraz prywatnych szkołach lub pracowniach takich artystów jak: Hermann Anschütz, Gyula Benczúr, Alexander von Liezen-Mayer, Karl von Piloty, Otto Seitz, Alexander Strähuber, Alexander Wagner, Franz Adam, Anton Ažbe.
Nieformalnym przywódcą polskiej kolonii artystów w Monachium był Józef Brandt, który w 1863 rozpoczął studia artystyczne w Akademii Monachijskiej. Pozycja w środowisku, jaką wypracował przez lata, skłoniła go do zamieszkania w stolicy Bawarii na stałe. Od 1870 prowadził tam swoją pracownię, w której kilka lat później zaczął uczyć malarstwa, głównie młodych adeptów sztuki z Polski.
Prywatne szkoły otwierali również inni polscy artyści, m.in. Stanisław Grocholski, i Alfred Wierusz-Kowalski. W Monachium osiedlili się także Roman Kochanowski i Władysław Czachórski. Protektorem środowiska monachijskiego był kolekcjoner i mecenas sztuki – hr. Ignacy Korwin Milewski (1846-1926). Większość z ponad 200 płócien zgromadzonej przez niego kolekcji znajduje się obecnie w zbiorach Muzeum Narodowego w Warszawie.
Monachium zwano żartobliwie Mnichowem, Atenami nad Izarą lub Bawarskimi Atenami. Między rokiem 1836 a I wojną światową kolonia polska liczyła ok. 650 osób (w tym 322 zapisały się na studia akademickie). Ulubionym miejscem spotkań była kawiarnia Café Tambosi.
Studiujący w Monachium Marian Trzebiński, autor „Pamiętnika malarza”, następująco, anegdotycznie scharakteryzował atmosferę panującą pod koniec XIX wieku w tamtejszej w kolonii polskich artystów:

[...]>>Młodzież polska, przeważnie na Schwabingu osiadła, miała swoje "Stamm-knajpy”, a w nich zarezerwowane separatki i zwykle tak bywało, że gdy się nas kilkunastu zeszło, zaczynały się śpiewy, w czym dominowali Galicjanie. Nieraz, gdyśmy chórem odśpiewali „Z dymem pożarów”, z sąsiednich sal zjawiała się delegacja od Niemców z prośbą o powtórzenie, bo jest to takie piękne, takie „riesig melancholisch”. Dobre głosy posiadali rzeźbiarz Turquier i malarz K.Wesfal obecnie profesor rysunków w Lublinie. [...] Wielu rozbitków, zamiast jak przedtem do Drezna, teraz wyjeżdża do Monachium, zachęceni świetną karierą Brandta, jako też życzliwością, z jaką na emigrantów patrzył dwór bawarski. Na dworze bowiem Wittelsbachów pamiętają dobrze, że ich pra-prababką była Polka, żona Maksa Emanuela, a córka wielkiego Sobieskiego.<<[...]

Członkami zwyczajnymi założonego w 1823 Kunstverein München byli: Józef Chełmoński, Władysław Czachórski, Julian Fałat, Aleksander Gierymski, Maksymilian Gierymski, Aleksander Kotsis, Alfred Wierusz-Kowalski, Władysław Malecki, Cyprian Norwid, Zygmunt Sidorowicz, Józef Simmler, Aleksander Świeszewski, Maurycy Trębacz oraz Franciszek Żmurko. Członkiem zarządu stowarzyszenia został Józef Brandt.
W 1897 z inicjatywy młodych polskich literatów i malarzy ukazała się Jednodniówka Monachijska.
Szkołę monachijską w różnych okresach tworzyli m.in.: Olga Boznańska, Józef Brandt, Józef Chełmoński, Adam Chmielowski, Florian Cynk, Władysław Czachórski, Franciszek Teodor Ejsmond, Walery Eljasz-Radzikowski, Julian Fałat, Aleksander Gierymski, Maksymilian Gierymski, Jan Nepomucen Głowacki, Michał Gorstkin-Wywiórski, Leopold Gottlieb, Stanisław Grocholski, Artur Grottger, Gustaw Gwozdecki, Alfons Karpiński, Apoloniusz Kędzierski, Roman Kochanowski, Juliusz Kossak, Wojciech Kossak, Kazimierz Pułaski, Władysław Wankie, Alfred Kowalski, Ludwik de Laveaux, Stanisław Lentz, Aleksander Lesser, Jacek Malczewski, Stanisław Masłowski, Jan Matejko, Edward Okuń, Wacław Pawliszak, Ignacy Pieńkowski, Kazimierz Pochwalski, Tadeusz Popiel, Witold Pruszkowski, Jan Rosen, Zygmunt Rozwadowski, Bronisława Rychter-Janowska, Henryk Siemiradzki, Józef Simmler, Ludwik Stasiak, Henryk Szczygliński, Korneli Szlegel, Wacław Szymanowski, Pantaleon Szyndler, Maurycy Trębacz, Stanisław Witkiewicz, Leon Wyczółkowski, Franciszek Żmurko.
Marian Trzebiński, autor „Pamiętnika malarza” podał na podstawie „Jednodniówki monachijskiej” (1897)następującą listę polskich artystów zamieszkałych w latach 1896–1897 w Monachium – pisząc:

[...]>>Kończąc ten rozdział o kolonii artystycznej [polskiej] w Monachium przytoczę według "Jednodniówki Monachijskiej"spis artystów, którzy w roku 1896–1897 mieszkali wówczas w tym mieście: Józef Brandt, Olga Boznańska, Sz. Buchbinder, Władysław Czachórski, Józef Czajkowski, Eugeniusz Dąbrowski, Aleksander Gierymski, Stanisław Grocholski, Emil Jasiński, Leon Kaufman, Alfred Wierusz-Kowalski, Otolia Kraszewska, Soter Jaxa-Małachowski, A. Markowicz, St. Radziejowski, St. Bohusz Siestrzeńcewicz, Teofil Terlecki, Marian Trzebiński, Władysław Turquier, Władysław Wankie, Feliks Wygrzywalski, J. Wodziński, Juliusz Zuber<<[...]

Szczególne cechy i szczególną pozycję twórczości artystów polskich pracujących w drugiej połowie XIX wieku w Monachium scharakteryzował niemiecki historyk i krytyk sztuki Adolf Bayersdorfer (1875)

[...]>>Sztuka ich jest pochodzenia francuskiego najnowszej daty i porusza się ona nieco jak obca wśród naszych niemieckich, starzejących się już kulis, złożonych z widoków Konigssee i Dachsteinu, wśród naszego bydła w naturalnej wielkości, naszych wesel chłopskich, bójek, chrzcin, lichych konceptów i trywialności wszelkiego rodzaju, za których pomocą nasi domowi fabrykanci  obrazów 'z szynkiem lub bez szynku' nie przestają dawać świadectwa ubóstwa swojemu widnokręgowi umysłowemu.
Talentem i zręcznością ci malarze polscy przewyższają 'przeciętnego artystę niemieckiego zwykłej kategorii', a w krótkim czasie umieją oni nabyć zdumiewającej wprawy technicznej z łatwością, która ma zakrój natywistyczny [...]
Najznakomitszym między nimi i w ogóle celującym artystą jest (nieżyjący już, niestety) Maksymilian Gierymski, którego dzieła nadają ton i kierunek. Pod względem smaku, zręczności i oryginalności wznoszą się ponad ogół produkcji i należą do najlepszych dzieł, jakimi w ostatnich czasach pochlubić się może sztuka w Monachium. Przede wszystkim umie on nadać swoim dziełom więcej jeszcze interesu kolorystycznego, niż jego towarzysze.[...].<<[...]